# Robert Stevenson (ingénieur civil)
Pour les articles homonymes, voir Robert Stevenson et Stevenson.
Robert Stevenson (né le 8 juin 1772, mort le 12 juillet 1850) est un ingénieur civil écossais, constructeur de phares maritimes.  Il est connu pour avoir construit le phare de Bell Rock situé dans la mer du Nord, le phare de Barra Head sur l'île Barra et le phare de Skerryvore sur un îlot rocheux au large de l'île de Tiree.
Il est le grand-père du romancier Robert Louis Stevenson.

## Biographie
Robert Stevenson est né à Glasgow. Son père était Alan Stevenson, associé dans une entreprise de commerce de sucre de canne en provenance des Antilles. Quelques jours avant son deuxième anniversaireI, le 26 mai 1774, son père mourut d'une épidémie sur l'île de Saint-Christophe aux Antilles. Son oncle Robert décéda de la même épidémie, quelques jours plus tard.
Sa mère, Jean Lillie Stevenson, se retrouvant veuve dans une situation financière très précaire, Robert est scolarisé, dès son plus jeune âge, dans une "école de charité". 
La mère de Robert avait l'intention de le faire travailler dans un ministère. Ainsi, lorsqu'il fut un peu plus âgé, elle l'inscrivit à l'école d'un célèbre linguiste de Glasgow, un certain M. Macintyre. Mais, lorsque Robert eut 15 ans, elle s'est remariée et la famille a déménagé au numéro 1 de la rue Blair Street, près de Royal Mile à Édimbourg.
Le nouveau beau-père de Robert, Thomas Smith, ingénieur civil de formation, était également un ingénieux mécanicien, ferblantier et fabricant de lampes. Il était en poste au Northern Lighthouse Board créé en 1786.
Vers 1799, lorsque Robert avait environ 26 ans, la famille a déménagé dans une nouvelle maison, 2 Baxters Place, à l'extrémité de Leith Walk.
En 1815, le beau-père de Robert décéde. Robert hérita alors de la maison, où il a  vécu jusqu'en 1820.